# Kampfgeschwader 253
253-тя бомбардувальна ескадра «Генерал Вевер» (нім. Kampfgeschwader 253 «General Wever» (KG 253) — бомбардувальна ескадра Люфтваффе, що існувала у складі повітряних сил вермахту напередодні Другої світової війни. 1 травня 1939 року її перейменували на 4-ту бомбардувальну ескадру «Генерал Вевер» (KG 4).

## Історія
253-тя бомбардувальна ескадра «Генерал Вевер» веде свою історію від формування 1 квітня 1935 року в Готі почала формуватися I. група під кодовою назвою «авіаційна група Гота» (Fliegergruppe Gotha). З 1 жовтня 1935 року група використовувала відкрите позначення I./ Kampfgeschwader 253. 1 квітня 1936 року на основі частини I./Kampfgeschwader 253 у Нордгаузені була розгорнута III./Kampfgeschwader 253. Він був оснащений Ju 52/3m і Do 23. Того ж дня в Готі був розгорнутий штаб ескадри, а в Ерфурті — II. група/KG 253. 15 березня 1937 року на основі III./Kampfgeschwader 253 утворена IV./Kampfgeschwader 153. 1 травня 1939 року ескадра отримала назву Kampfgeschwader 4 (у складі штабу, I. та III./Kampfgeschwader 4).

## Командування

### Командири
- оберст Гельмут Ферстер (нім. Helmuth Furster) (1 квітня 1936 — 1 жовтня 1937);
- оберст Егон Дерстлінг (нім. Egon Doerstling) (1 жовтня 1937 — 1 липня 1938);
- оберст Мартін Фібіг (нім. Martin Fiebig) (1 липня 1938 — 1 травня 1939).